# 豊田利久
豊田 利久（とよだ・としひさ、1940年 - ）は岡山県生まれの経済学者。

## 概要
1940年、岡山県新見市出身。1959年、岡山朝日高等学校を卒業。
1963年神戸大学経済学部卒業、1965年同大学大学院経済学研究科修士課程（経済学・経済政策専攻）修了、1971年米国カーネギーメロン大学産業管理大学院（現 Tepper School of Business)博士課程修了(Ph. D. ） (Omicron Delta Epsilon)。
1966年、神戸大学経済学部助手に就任。同学部専任講師、助教授を経て、1980年同学部教授。1993～2004年同大大学院国際協力研究科教授。2004～2012年広島修道大学教授。現在、神戸大学名誉教授、広島修道大学名誉教授。その間、英国エセックス大経済学部学客員教授（1988年）、北京師範大学 Institute of National Accounts 客員教授（2012年）、立命館大学 Global Innovation Research Center 特別招聘教授（2011年～2014年）を務めた。
専門分野は開発経済学、マクロ経済学、計量経済学、災害復興政策。理論・計量経済学会（現日本経済学会）理事・常任理事、日本統計学会評議員、日本災害復興学会理事、国際開発学会常任理事等のほか、国際開発学会  の会長（2005～2008年）を務めた。またラオス国立大学経済経営学部の創設・支援に貢献した。
影響を受けた恩師として、神戸大学での家本秀太郎、林治一、カーネギーメロン大学でのM. Bronfenbrenner, R.E. Lucasが挙げられる。
2001年 ラオス教育大臣表彰（ラオスの高等教育への貢献に対して）
2021年、瑞宝中綬章受章。

## 著書
経済関係の論文・著書を多数出版している。
主な論文は次のような国際ジャーナルに掲載している。Econometrica, Journal Political Economy, International Economic Review, Journal of Econometrics, Review of Economics and Statistics, Empirical Economics, Asian Economic Journal, Journal of Economic Development, Japanese Economic Review, The Economic Studies Quarterly, Journal of Disaster Research,他.。
主な著書・編著書として次のものが挙げられる。
- 豊田利久他『基本統計学（第3版）』（東洋経済新報社、2010年）ISBN 9784492470831
- 豊田利久『経済の数量分析』（六甲出版販売、2004年）ISBN 4-89812-061-X
- Toyoda, T., and T. Inoue, (eds.), Quantitative Analysis on Contemporary Economic Issues, Kyushu University Press, 2008 ISBN 978-4-87378-977-4
- Toyoda, T., Nishikawa, J. and H. K. Sato, (eds.), Economic and Policy Lessons from Japan to Developing Countries, Palgrave Macmillan, 2011 ISBN 978-0-230-30206-8
- Kaneko, Y., Matsuoka, K. and T. Toyoda, (eds.), Asian Law in Disasters: Toward a human-centered recovery, Routledge, 2016 ISBN 978-1-138-93063-6
- Toyoda, T., Wang, J. and Y. Kaneko, (eds.), Build Back Better: Challenges of Asian Disaster Recovery, Springer Nature, 2021 ISBN 978-981-16-5978-2, ISBN 978-981-16-5979-9 (eBook), https://doi.org/10.1007/978-981-16-5979-9

## 参照項目
- Toshihisa Toyoda on ResearchMap
- Toshihisa Toyoda on ResearchGate
- 「豊田利久教授 略歴・主要業績目録」『国際協力論集』第12巻第1号、神戸大学大学院国際協力研究科、2004年8月、113-121頁、CRID 1390290699901616000、doi:10.24546/00392556、hdl:20.500.14094/00392556、ISSN 09198636。
- Toshihisa Toyoda on Prabook